# McLaren F1
McLaren F1 – hipersamochód produkowany przez brytyjską markę McLaren w latach 1993–1998.

## Opis modelu

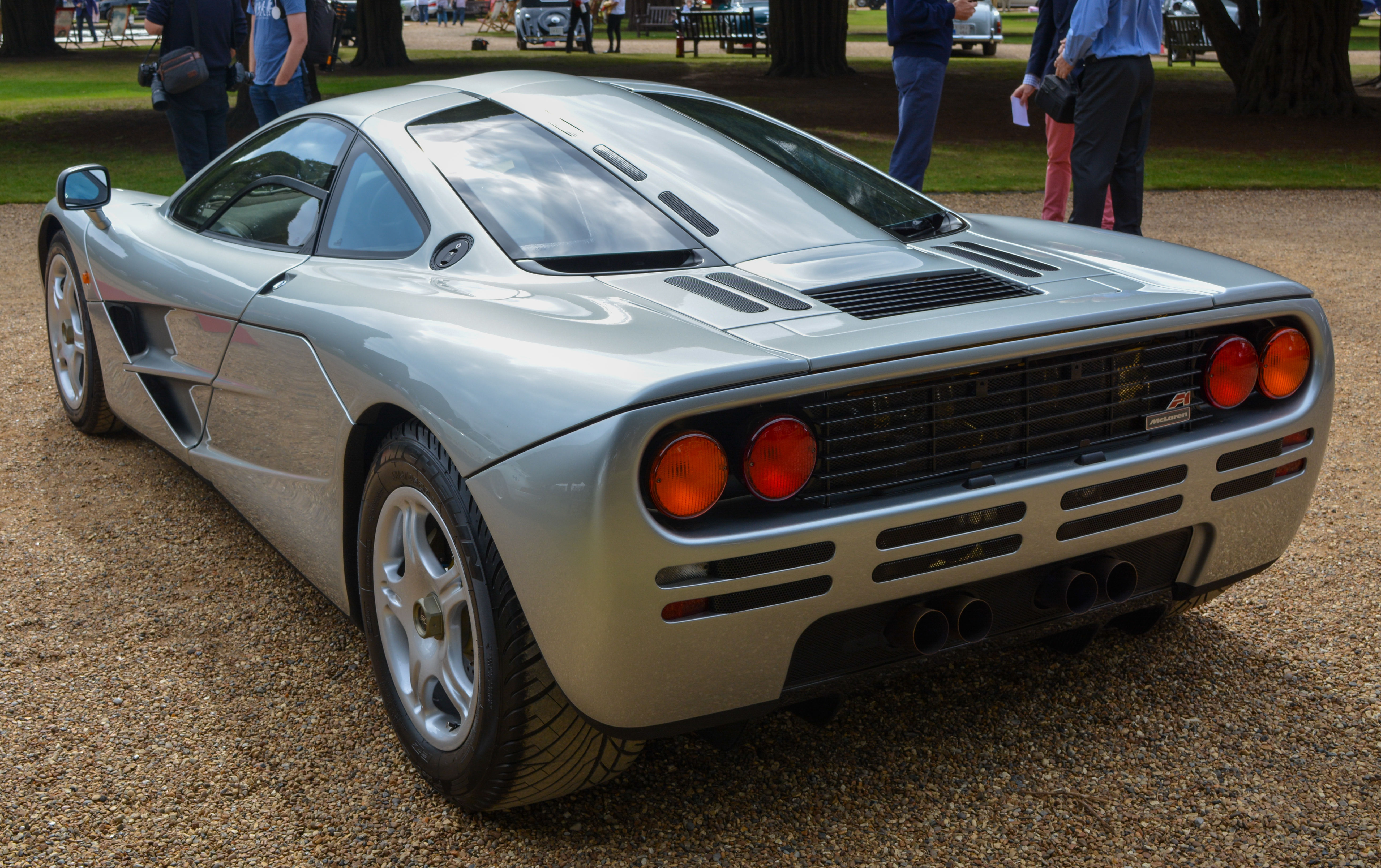
McLaren F1 – tył

Do jego napędu użyto silnika V12 BMW S70/2 60° o pojemności 6,1 litra. Spośród 100 powstałych egzemplarzy – 64 były w wersji ulicznej, 5 LM (Le-Mans), oraz 3 GT (Gran Turismo). McLaren F1 dzierżył miano najszybszego samochodu produkcyjnego (osiągał maksymalną prędkość 388,5 km/h) do 2005 r., kiedy to jego rekord został pobity przez Koenigsegga CCR. Charakterystycznym elementem McLarena F1 były otwierane do góry drzwi, obracane nietypowo wokół dwóch punktów. Innym unikatowym rozwiązaniem było umieszczenie fotela kierowcy w osi podłużnej samochodu. Fotele pasażerów umieszczono po bokach i przesunięto do tyłu.

### Historia
Jeszcze miesiąc przed swoją przedwczesną śmiercią w czerwcu 1970, Bruce McLaren pracował nad samochodem drogowym McLaren. Chciał własnym samochodem wystartować w dwudziestoczterogodzinnym wyścigu Le Mans. Wszystkie prace nad tym projektem zostały jednak wstrzymane po tragicznym wypadku założyciela firmy w Goodwood. Mimo to sama firma przetrwała, i w kolejnych dwóch dziesięcioleciach wygrywała w Mistrzostwach Świata Formuły 1, a także Indianapolis 500. Zespół prowadzony przez Rona Dennisa, największe sukcesy osiągał latach od 1984 do 1991 roku. Kierowcy McLarena Alain Prost i Ayrton Sennazdobyli razem 6 tytułów mistrzowskich wygrywając łącznie 57 wyścigów. Zespół zdobywał w tamtym czasie również 6 tytułów mistrza świata Konstruktorów triumfując w 64 wyścigach. Cała firma i jej główny projektant Gordon Murray szukali nowych wyzwań. Pomysł Bruce’a McLarena na stworzenie drogowego auta odżył.
Historia samochodu rozpoczęła się w 1988 roku. Wtedy to konstruktor Gordon Murray i projektant Peter Stevens przedstawili pierwsze szkice sportowego coupé Ronowi Dennisowi, szefowi McLarena. Samochód miał być ulicznym ucieleśnieniem sukcesu firmy w Formule 1. Pierwszy prototyp gotowy był w połowie 1991 roku. 28 maja 1992 w Monaco miała miejsce pierwsza prezentacja, a w 1994 pojazd trafił do pierwszych, cywilnych odbiorców.

### Silnik
Typ silnika:

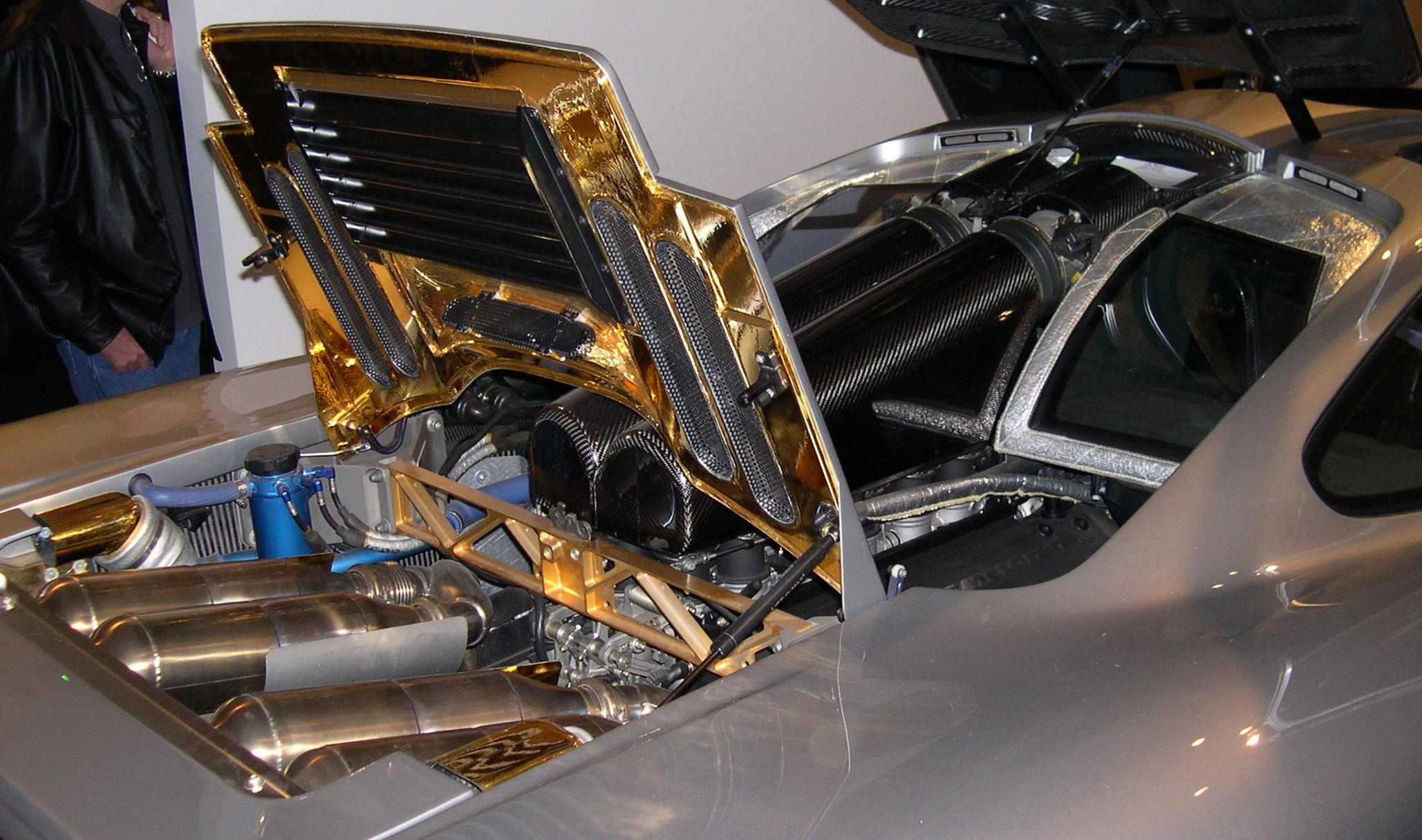
Wyłożona złotą folią klapa komory silnika McLarena F1

- S70/2 – 468 kW / 636 KM (normalna wersja dopuszczona do ruchu ulicznego)
- S70/3 – 500/507 kW / 680/689 KM (normalna wersja dopuszczona do ruchu ulicznego – wersja LM) / moc ze zdjętymi ogranicznikami poboru powietrza do kolektora ssącego. Ostatecznie w modelu LM zdławiono moc do 668 KM.

Początkowo planowano użycie silnika V12 produkcji Hondy. Ostatecznie do tego nie doszło, ponieważ Gordon Murray miał bardzo specyficzne wymagania, których japoński producent się nie podjął. Założenia przyjęte przez ojca McLarena F1 obejmowały między innymi masę na poziomie 250 kg, blok o długości 600 mm i wysoki moment obrotowy przy niskich prędkościach obrotowych silnika. Z pomocą przyszła tutaj firma BMW. Ich jednostka V12 o pojemności 5 litrów i mocy 300 KM służyła ówcześnie w dużej limuzynie E32 750i/iL. Montowano ją również w pojazdach serii E31 850i. Zakładano, że wersja sportowa będzie nosić oznaczenie M8, tak jak inne modele „M” (M3, M5). Jednak projektu nie wdrożono w życie. Według BMW powodem były zbyt duże koszty produkcji jak na ten segment aut, efektem czego pomysł spalił na panewce. Pozostał silnik o pojemności 5 l i mocy 500 KM. Później podjęto się produkcji sportowego modelu BMW 850 CSi z silnikiem powiększonym z 5 l do 5,6 l i mocy 380 KM. Murray zakupił projekt i prawa do silnika, w którym powiększono pojemność do 6,1 l. Gotowy silnik ważył około 266 kg, o 16 kg więcej niż oczekiwał tego Murray. Jednak moc jaką uzyskiwał ostatecznie go przekonała i usatysfakcjonowała – 650 KM. Według założeń Murraya silnik miał dysponować minimalną mocą 550 KM. Prototypowy silnik rozwijał moc 650 KM, później zdławioną do 636 KM, gdyż wymagały tego ówczesne normy emisji spalin. Jednostkę całkowicie zmodernizowano, była wykonana w większości z tytanu i stopów aluminium. Zastosowano także układ VANOS z czterema zaworami na cylinder. Silnik pod tym względem jest do dziś bardzo zaawansowany technologicznie. Jako że wytwarzał duże ilości ciepła, zdecydowano się na bardzo drogi wariant jego odprowadzania – klapa komory silnika była w całości wyłożona folią z czystego złota.

### Masa
F1 konstruowano przede wszystkim z myślą o jak najmniejszej masie – miała ona sięgać nie więcej niż 1000 kilogramów. Nadwozie wykonano z wytrzymałych i lekkich kompozytów, włókien węglowych i kevlaru.McLaren F1 był jedynym z pierwszych samochodów drogowych (obok Jaguara XJR 15) wykorzystująch architekturę typu monocoque. Był on także wczesnym przykładem pojazdu drogowego, w którym zastosowano strukturę CFRP (carbon fibre reinforced polymer). Stopy aluminium i tytanu zastosowano jako punkty mocowań dla systemu zawieszenia, które były bezpośrednio wmontowane w strukturę CFRP. [16]. W stanie kompletnym karoseria ważyła zaledwie 100 kg. Zawieszenie kół wykonano z najlżejszych stopów aluminium, tłumiki zaś z tytanu. W McLarenie nie zastosowano wspomagania układu kierowniczego, wspomagania hamowania czy systemu kontroli trakcji – wszystko to Murray uznał za zbędne. W surowym, czarnym wnętrzu znalazło się miejsce na system audio Kenwooda (najlżejszy na świecie – tylko 4,5 kg) oraz klimatyzację, choć zapewne gdyby nie nacisk szefa McLarena także tych elementów by nie było. W ten sposób gotowy do jazdy pojazd odznaczał się masą tylko 1140 kilogramów. Wnętrze coupé mieści trzy osoby: kierowca zajmuje centralną pozycję a nieco z tyłu po jego obu stronach znajdują się dwa fotele dla pasażerów. Po bokach umieszczono luki bagażowe.

### Prędkość
Seryjny F1 rozpędzał się do 372 a bez oganicznika prędkości rozpędził się do 386,7 km/h.km/h, osiągając 100 km/h w nieco ponad 3 s (100 mph – 161 km/h w 6,3 s, a 200 mph – 322 km/h w 28 s). Przejechanie 1/4 mili wymagało tylko 11,1 s (222 km/h na końcu), a pierwszego kilometra 19,6 s (z prędkością końcową wynoszącą 285 km/h). Dnia 31 marca 1998 roku na volkswagenowskim torze Ehra-Lessien (z 9-kilometrową prostą) samochód ugruntował swoją pozycję, rozpędzając się do 386,7 km/h (w późniejszym czasie samochód rozpędził się nieoficjalnie do 391 km/h). Modelem, którym tego dokonano był pięcioletni prototyp XP5 ze zdjętym ograniczeniem obrotów silnika (seryjnie silnik rozkręcał się do 7500 obr./min). Jak niektórzy oceniali po udanej próbie, gdyby zwiększyć przełożenia biegów, dobierając jeszcze siódmy bieg i zmienić nieco aerodynamikę (zdemontować boczne lusterka i zmienić nachylenie tylnego spoilera), auto byłoby w stanie znacznie poprawić swój wynik. Rekord Brytyjczyków pozostawał niepobity przez lata. Symbolicznie poprawili go Szwedzi dopiero 28 lutego 2005 na włoskim Nardo – Koenigsegg CCR rozpędził się tam do 387,9 km/h (jadąc po kolistym torze, a nie tak jak McLaren na prostej). W maju 2005 oba auta wynikiem 407 km/h pokonał Bugatti Veyron. Twórcy F1 nigdy nie mieli w zamiarach bicia jakichkolwiek rekordów – chciano po prostu wyprodukować bezkompromisowy sportowy samochód z najwyższej półki.

### Produkcja
| Variant    | Szosowe | Prototypy | Wyścigowe | Wszystkie |
| ---------- | ------- | --------- | --------- | --------- |
| F1         | 65      | 5         |           | 69        |
| F1 LM      | 5       | 1         |           | 6         |
| F1 GT      | 2       | 1         |           | 3         |
| F1 GTR     | ok. 3   | 1         | 24        | 28        |
| Całkowicie | 75      | 8         | 24        | 107       |

Produkcja F1, z których każdy kosztował milion dolarów, zakończyła się w 1998 roku na 64 szosowych egzemplarzach. Obok nich powstały 3 sztuki unikatowego F1 GT z wydłużonym tyłem (bazującego na wyścigowym GTR z roku 1997), 5 sztuk F1 LM dla uczczenia zwycięstwa w 1995 roku w Le Mans i 28 sztuk wyścigowego F1 GTR dla osób i zespołów prywatnych, startujących w serii FIA GT (wspomniana wygrana w Le Mans) – suma wszystkich to dokładnie 100 (poza rachunkiem tym pozostają jeszcze 2 prototypy wyścigówek i 5 prototypów wersji szosowej). W grudniu 2003 roku w Londynie jeden z egzemplarzy F1 został sprzedany poprzez dom aukcyjny Christie’s za rekordowe 731 250 funtów.
Jeden z seryjnych modeli F1 został oznaczony numerem 65. Sprzedano go jako nowe auto na aukcji w Londynie w 2004 roku, mimo że figurował przez 10 lat jako auto pokazowe w salonie.

### Eksploatacja
Istnieją 2 typy przeglądów McLarena F1. Jeden z nich wykonywany jest co 9 miesięcy, drugi zaś co 18 miesięcy. Samochód wyposażono dodatkowo w specjalny modem i tzw. „czarną skrzynkę”, która informuje warsztat o stanie pojazdu i o tym jak był eksploatowany.
- 9 miesięczny przegląd – 2000-3000 funtów (12–20 tys. zł)
- 18 miesięczny przegląd – 10 000 funtów (60 tys. zł)
- Sprzęgło musi zostać wymienione co 8000 km.
- Cena kompletu opon oscyluje w granicach 2500 £ GBP (3500 zł za sztukę)
- Komplet 4 felg '17 firmy Speedline wykonanych na zamówienie i z magnezu kosztował około 8000 funtów (35 tys. zł)

### Cena
McLaren F1 był nie tylko najszybszym i najbardziej ekskluzywnym wozem jaki można było ówcześnie kupić. Był również tym najdroższym. Cena podstawowego egzemplarza wynosiła 1 mln dolarów. Wersja LM kosztowała około 2 mln dolarów, za wersję drogową GTR trzeba było zapłacić 1,5 mln dolarów.
- (1994) McLaren F1 – 4 mln złotych.
- (1995) McLaren F1 LM – 8 mln złotych[15].
- (1997) McLaren F1 GTR – 6 mln złotych.

W lipcu 2015 roku McLaren F1 LM został sprzedany na aukcji za cenę 13,75 mln dolarów, czyli ok. 52 mln zł.

### Konkurencja
McLaren F1 wyprodukowany w 1994 był pierwszym wozem drogowym wykonanym całkowicie z materiałów kompozytowych, głównie włókna węglowego w technologii CFRP (carbon-fibre reinforced plastic). Wszystkie stalowe części silnika zastąpiono odpowiednikami tytanowymi i aluminiowymi. Sam układ wydechowy wykonany z tytanu był lżejszy o 16 kg od jego odpowiednika stalowego. Aby jak najbardziej obniżyć masę pojazdu, felgi zostały wykonane z magnezu, zaś aluminiowe nawiercane tarcze oraz pozostałe części układu hamulcowego pochodziły od firmy Brembo. McLaren zakładał, że auto będzie ważyło równe 1000 kg + masa kierowcy.
McLaren F1 był jednym z nielicznych tego typu samochodów, które osiągnęły sukcesy w różnorodnego rodzaju imprezach (1. i 2. miejsce w wyścigu Le Mans w 1995 roku). Pod względem osiągów bił nawet zaprezentowanego w 1995 roku model F50 firmy Ferrari. Głównym konkurentem dla F1 był wówczas Bugatti EB110 SS, który charakteryzował się podobnymi osiągami i prestiżem. Oprócz napędu na 4 koła miał także klimatyzację i luksusowe wyposażenie.

### Dane techniczne (F1)
| Marka i model                       | McLaren F1 |
| ----------------------------------- | --- |
| Lata produkcji                      | 1994–1996 |
| Liczba egzemplarzy                  | 100 sztuk |
| Typ silnika                         | (BMW M-Power S70/2 – DOHC 48-zaworowy) 4 katalizatory, układ wydechowy wykonany w całości z tytanu.                              |
| Silnik                              | (V12, 60° wolnossący, 4 zawory na cylinder)                                                                                      |
| Pojemność skok cm³                  | 6064 cm³ (6.1 litra) |
| Średnica cylindra x skok tłoka (mm) | 83 × 86,0 mm |
| Moc kW (KM)                         | 468 kW (627 KM) @ 7400 obr./min                                                                                                  |
| Moc z 1 litra cm³ (KM)              | 103,3 KM |
| Max. moment obrotowy                | 650 Nm @ 4000 1/min |
| Stopień sprężania                   | 10,5 : 1 |
| Przełożenia / skrzynia biegów       | 6-biegowa manualna, napęd na tylną oś 1 – 3.23:1, 2 – 2.19:1, 3 – 1.71:1, 4 – 1.39:1, 5 – 1.16:1, 6 – 0.93:1, wsteczny – 2.37:1. |
| Układ hamulcowy                     | Aluminiowe tarcze, firmy Brembo Średnica tarcz – (Przód: Ø 332 mm / Tył: Ø 305 mm)                                               |
| Karoseria / Nadwozie                | Karoseria w całości wykonana z kevlaru i z niektórymi częściami z tytanu                                                         |
| Rozstaw osi                         | 2718 mm |
| Opony                               | Felgi – z magnezu firmy OZ Racing Opony – (Goodyear F1 – przód: 235 × 45 ZR17 / tył: 315 × 45 ZR17)                              |
| Wymiary D x S x W (mm)              | 4290 × 1810 × 1140 mm |
| Zbiornik paliwa                     | 90 l |
| Masa własna                         | 1138 kg |
| Prędkość maksymalna (km/h)          | 391 km/h |
| Przyspieszenie 0–48 km/h            | 1,8 s |
| Przyspieszenie 0–97 km/h            | 3,2 s |
| Przyspieszenie 0–160 km/h           | 6,3 s |
| Przyspieszenie 0–200 km/h           | 9,4 s |
| Przyspieszenie 0–240 km/h           | 12,8 s |
| Droga hamowania 100–0 km/h          | 38,4 m |

### Wersje specjalne

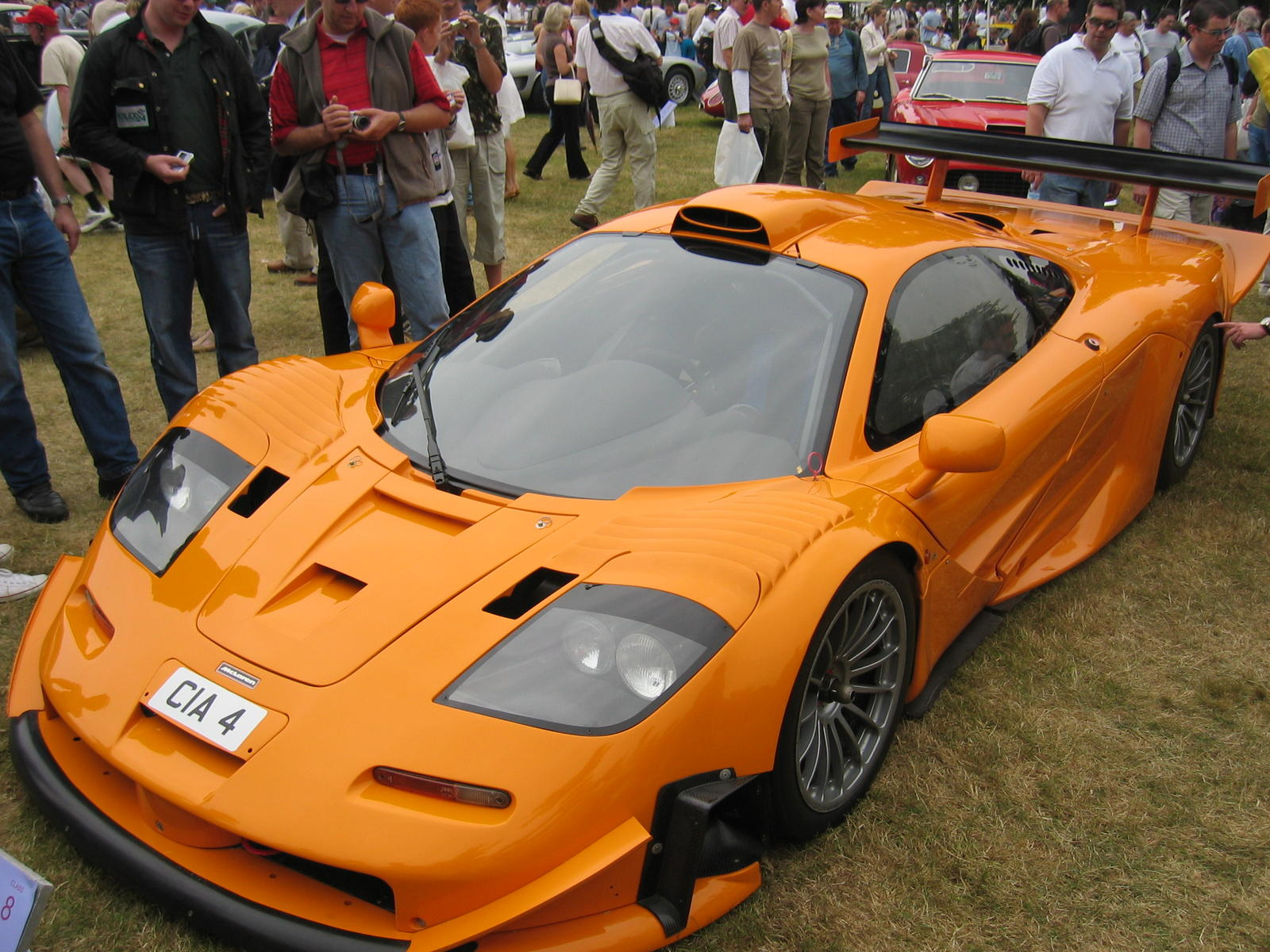
McLaren F1 GTR Long Tail

#### McLaren F1 LM
- wyścigowa wersja samochodu – LM – 6064 cm³, 498 kW / (668 KM)

#### McLaren F1 GTR
- wyścigowa wersja samochodu – GTR – 6064 cm³, 498 kW / (668 KM)

#### McLaren F1 GTR Long Tail
Mc Laren zbudował również dopuszczoną do ruchu odmianę wersji GTR o nazwie Long Tail, którą napędzał silnik konstrukcji BMW M-Power typu V12 S70/2. 6-litrowa, 48-zaworowa jednostka rozwijała 600 KM mocy i współpracowała z 6-biegową skrzynią manualną. Ważące 1140 kg auto produkowano w latach 1997–1998. Powstało łącznie 10 sztuk.